# Kadi (Indien)
Kadi ist eine Stadt im indischen Bundesstaat Gujarat.
Die Stadt ist der Teil des Distrikt Mehsana. Kadi hat den Status einer Municipality. Die Stadt ist in 12 Wards gegliedert.

## Demografie
Die Einwohnerzahl der Stadt liegt laut der Volkszählung von 2011 bei 73.228. Einschließlich der Vorstädte liegt die Bevölkerung bei 81.404.